# M. Gli ultimi giorni dell'Europa
M. Gli ultimi giorni dell'Europa è un romanzo dello scrittore italiano Antonio Scurati edito da Bompiani. È il seguito di M. L'uomo della provvidenza.

## Trama
Il libro narra le vicende di Benito Mussolini che vanno dal 1938 al 1940, fino alla entrata dell'Italia nella seconda guerra mondiale.

## Edizioni
- Antonio Scurati, M. Gli ultimi giorni dell'Europa, Bompiani, 2022.